# Salvatore Mancuso
Salvatore Mancuso (5 februari 1986) is een Italiaans wielrenner. Mancuso komt vanaf 2012 uit voor de wielerploeg Androni Giocattoli-Venezuela. 

## Palmares
2008
- 4e etappe Ronde van de Aostavallei
- Milaan-Busseto

2009
- GP Capodarco